# Egon Kracht
Egon Kracht (Velsen, 29 oktober 1966) is een Nederlandse contrabassist en componist.

## Jeugd en opleiding
Kracht groeide op in IJmuiden en Beverwijk. Hij volgde contrabaslessen bij Hans van Meegen, Wilbur Little en Ernst Glerum en studeerde van 1986 tot 1991 aan het Sweelinck Conservatorium in Amsterdam bij Arnold Dooyeweerd en Joop van Liere. Arrangeerlessen volgde hij bij Misha Mengelberg en Steve Galloway.

## Activiteiten
Al voor zijn conservatoriumstudie trad Kracht regelmatig op. Hij won met de groep Trits in 1987 het Middelsee Jazztreffen. Daarna speelde hij regelmatig met drummer Pierre Courbois in diverse formaties: het Polo de Haas kwartet, Jubilation PC (later Pierre Courbois Kwintet), Brevis (met onder anderen Theo Loevendie) en het Mal Waldron Trio.
In 1994 richtte hij Egon Kracht & the Troupe op. Hiermee voerde hij een groot aantal projecten uit. Zo componeerde hij Broadway will burn! voor The Troupe; in 2002 maakte hij een bewerking van de Matthaeus Passion van J.S. Bach. In 2003 kwam The Troupe met Joe’s Garage, een satirische rockopera van Frank Zappa, in concertante vorm gespeeld.
Vanaf 1997 begeleidde Kracht liedschrijver en zanger Maarten van Roozendaal. Samen brachten zij zes theaterprogramma’s. Voor het programma Het Wilde Westen kreeg Van Roozendaal in 2008 de Poelifinario.
In 2010 brengt Egon Kracht de Judas Passion, een nieuwe passie gebaseerd op het in 2005 herontdekte Evangelie van Judas Iskariot. Het libretto is van Jeroen van Merwijk. De muziek is geïnspireerd op de klassieke en religieuze muziek.
In 2011 schrijft Kracht de muziek voor de opera WAAARDE op een libretto van Kracht zelf. Deze opera is gebaseerd op de roman 'Gloed' van Sándor Márai. WAAARDE ging in première op 17 februari 2011 in de Philharmonie te Haarlem.
In de tweede helft van 2011 componeerde Kracht een derde passie; Stabat Mater Stabat Pater. Het is gebaseerd op het eeuwenoude gedicht dat voor vele componisten een bron van inspiratie is geweest. Stabat Mater Stabat Pater ging in première op 23 november 2011 in het Muziekgebouw aan 't IJ te Amsterdam. Stabat Mater Stabat Pater werd uitgebracht op SuperAudioCD. De Troupe bestond voor deze productie uit: Mark Omvlee, Elisa Roep en Marianne Selleger (zang), Angelo Verploegen (trompet), Jan-Peter Bast (orgel), Noortje Braat (viool), Diederik van Dijk (cello) en Egon Kracht op contrabas.
In 2013 componeerde hij "Het Oog van Leonardo," over de relatie tussen kunst en wetenschap, naar het werk en leven van Leonardo de Vinci (première 10 oktober 2013); in 2015: "Galanthus" (suite voor stem, viool en piano, première 1 maart 2015) en in 2017 "Cajanus, een gigantische opera", een Haarlemse stadsopera (maart 2017). In 2018 werkte Egon Kracht aan de opera "Altyd Seumer" in het kader van Leeuwarden Culturele hoofdstad van Europa 2018 (première 29 juni 2018) en een nieuwe Weihnachtscantate in opdracht van Toonkunst Amsterdam (première december 2018).
Kracht is een van de eerste bewoners van de wijk Oosterwold in Almere en woont daar samen met Noortje Braat in een zelfgebouwd Earthship.

## Discografie (selectie)
- met Pierre Courbois’ Jubilation: Réouverture (1992)
- met Polo de Haas Kwartet: Soolmaan (1992)
- met Pierre Courbois Quintet: Live in Germany (1996)
- met Maarten van Roozendaal: Kerstmis in April (1998)
- met The Troupe: Broadway will Burn! (1996)
- met Pierre Courbois: Unsquare Roots (2000)
- met Maarten van Roozendaal: Aan gezelligheid ten onder (2000)
- met Maarten van Roozendaal: Tijdelijk gebrek aan chronisch geluk (2002)
- met The Troupe: Mattheus Passion (2003)
- met The Troupe: Aus Liebe - Excerpts from the St. Matthews Passion (2006)
- met Maarten van Roozendaal: Barmhart (2006)
- met Wende Snijders: La Fille Noyée (2006)
- met Maarten van Roozendaal: Het Wilde Westen (2009)
- met Maarten van Roozendaal: Noem het maar vrienden (2009)
- met The Troupe: Hauser Orkater Tribuut (2010)
- met The Troupe: Judas Passion (DVD, 2011)
- met The Troupe: Stabat Mater Stabat Pater (2014)

- International Standard Name Identifier: 0000 0001 3081 6252
- MusicBrainz: 565d57b7-f649-45d3-817a-1e67b95e3349
- Nederlandse Thesaurus van Auteursnamen: 387241795
- Virtual International Authority File: 317167707
- WorldCat: E39PBJwX4Dh4PYPqG9xYgXDXh3